# Nationale Straßen-Radsportmeister 2011
Die ersten Nationalen Straßen-Radsportmeisterschaften 2011 wurden im Januar in Australien und Neuseeland ausgetragen. In den meisten anderen Nationen hingegen fanden die jeweiligen Austragungen Ende Juni statt.
| Nation                         | Straßenrennen – Männer  | Einzelzeitfahren – Männer  | Straßenrennen – Frauen       | Einzelzeitfahren – Frauen           |
| ------------------------------ | ----------------------- | -------------------------- | ---------------------------- | ----------------------------------- |
| Albanien                       | Eugert Zhupa            | Eugert Zhupa               |                              |                                     |
| Algerien                       | Youcef Reguigui         | Azzedine Lagab             |                              |                                     |
| Andorra                        |                         | David Albós                |                              |                                     |
| Angola                         | Igor Silva              | Igor Silva                 |                              |                                     |
| Antigua und Barbuda            | Jyme Bridges            | Marvin Spencer             | Tamiko Butler                | Tamiko Butler                       |
| Argentinien                    | Emanuel Saldaño         | Leandro Messineo           | Stefanía Pilz                | Valeria Müller                      |
| Australien                     | Jack Bobridge           | Cameron Meyer              | Alexis Rhodes                | Shara Gillow                        |
| Bahamas                        | Tracey Sweeting         | Mark Holowesko             |                              |                                     |
| Barbados                       | Darren Matthews         | Darren Matthews            |                              |                                     |
| Belgien                        | Philippe Gilbert        | Philippe Gilbert           | Evelyn Aris                  | Liesbet De Vocht                    |
| Belize                         | Byron Pope              | Brandon Cattouse           | Shalini Zabaneh              |                                     |
| Bermuda                        | Darren Glasford         | Neil De Sainte Croix       |                              |                                     |
| Bolivien                       | Víctor Tarqui           | Óscar Soliz                |                              |                                     |
| Brasilien                      | Murilo Fischer          | Magno Nazaret              | Tatiani Cristina de Oliveira | Luciene Ferreira da Silva           |
| Britische Jungferninseln       | Darel Christopher       | Darel Christopher          |                              |                                     |
| Brunei                         | Muhammad Abd Aziz       |                            |                              |                                     |
| Bulgarien                      | Danail Petrow           | Nikolaj Michajlow          |                              |                                     |
| Burkina Faso                   | Abdul Wahab Sawadogo    |                            |                              |                                     |
| Chile                          | Gonzalo Garrido         | Gonzalo Garrido            |                              |                                     |
| Volksrepublik China            |                         | Biao Liu                   |                              |                                     |
| Chinesisch Taipeh              | Chun Kai Feng           |                            |                              |                                     |
| Costa Rica                     | Juan Mata               | José Adrián Bonilla        | Adriana Rojas                | Natalia Navarro                     |
| Curaçao                        | Marc de Maar            | Marc de Maar               |                              |                                     |
| Dänemark                       | Nicki Sørensen          | Rasmus Christian Quaade    | Julie Leth                   | Annika Langvad                      |
| Deutschland                    | Robert Wagner           | Bert Grabsch               | Ina-Yoko Teutenberg          | Judith Arndt                        |
| Ecuador                        | Wilson Paneluisa        | José Ragonessi             |                              | María Parra                         |
| El Salvador                    | Omar Benítez            | Omar Benítez               |                              |                                     |
| Elfenbeinküste                 | Issiaka Fofana          |                            |                              |                                     |
| Eritrea                        | Ferekalsi Debessay      | Daniel Teklehaimanot       |                              |                                     |
| Estland                        | Mart Ojavee             | Rein Taaramäe              | Grete Treier                 | Grete Treier                        |
| Fidschi                        | Gordi Matavesi          | George Lal                 |                              | Kate Warren                         |
| Finnland                       | Kjell Carlström         | Aki Turunen                | Pia Sundstedt                | Pia Sundstedt                       |
| Frankreich                     | Sylvain Chavanel        | Christophe Kern            | Christel Ferrier Bruneau     | Jeannie Longo                       |
| Georgien                       | Giorgi Nadiradse        | Giorgi Nadiradse           |                              |                                     |
| Griechenland                   | Ioannis Tamouridis      | Ioannis Tamouridis         | Elissavet Chantzi            | Elissavet Chantzi                   |
| Großbritannien                 | Bradley Wiggins         | Alex Dowsett               | Lizzie Armitstead            | Emma Pooley                         |
| Guatemala                      | Julián Yac              | Luis Santizo               | Flory León                   |                                     |
| Guyana                         | Walter Grant-Stuart     |                            |                              |                                     |
| Honduras                       | Pablo Cruz              |                            |                              |                                     |
| Hongkong                       | Ying Hon Yeung          |                            | Jamie Wong                   |                                     |
| Indien                         | Rajender Bishnoi        | Sombir Singh Amit Kumar 1  | Mable Antony                 | Sunita Devi                         |
| Iran                           | Abbas Saeidi Tanha      | Hossein Askari             |                              |                                     |
| Irland                         | Matthew Brammeier       | Matthew Brammeier          |                              | Caroline Ryan                       |
| Island                         | Hafsteinn Ægir Geirsson | Hafsteinn Geirsson         |                              |                                     |
| Israel                         | Niv Libner              | Ayal Rahat                 |                              | Daniela Levi                        |
| Italien                        | Giovanni Visconti       | Adriano Malori             | Noemi Cantele                | Noemi Cantele                       |
| Jamaika                        | Shaquille Sinclair      | Michael Daley              |                              |                                     |
| Japan                          | Fumiyuki Beppu          | Fumiyuki Beppu             | Mayuko Hagiwara              | Mayuko Hagiwara                     |
| Cayman Islands                 | Marius Deysel           | Steve Abbott               |                              |                                     |
| Kanada                         | Svein Tuft              | Svein Tuft                 | Veronique Fortin             | Clara Hughes                        |
| Kasachstan                     | Andrei Misurow          | Dmitri Grusdew             |                              |                                     |
| Kirgisistan                    | Eugen Wacker            | Eugen Wacker               |                              |                                     |
| Kolumbien                      | Weimar Roldán           | Iván Casas                 |                              |                                     |
| Kroatien                       | Kristijan Đurasek       | Kristijan Đurasek          | Mia Radotić                  | Mia Radotić                         |
| Kuba                           | Arnold Alcolea          | Arnold Alcolea             |                              |                                     |
| Lesotho                        | Phetetso Monese         | Phetetso Monese            |                              |                                     |
| Lettland                       | Martinš Trautmanis      | Gatis Smukulis             |                              |                                     |
| Libanon                        | Salah Ribah             |                            |                              |                                     |
| Liberia                        | Junior Williams         |                            |                              |                                     |
| Liechtenstein                  | Hans Burkhard           | Hans Burkhard              |                              |                                     |
| Litauen                        | Ramūnas Navardauskas    | Gediminas Bagdonas         | Rasa Leleivytė               | Aušrinė Trebaitė                    |
| Luxemburg                      | Fränk Schleck           | Christian Poos             | Christine Majerus            | Christine Majerus                   |
| Madagaskar                     | Jean Rakotondrasoa      | Jaoherivelo Adrianjaka     |                              |                                     |
| Malawi                         | Ronald Tsoyo            |                            |                              |                                     |
| Malaysia                       | Mohd Shahrul Mat Amin   |                            |                              |                                     |
| Mali                           | Hamidou Diarra          |                            |                              |                                     |
| Malta                          | Etienne Bonello         | Etienne Bonello            |                              |                                     |
| Marokko                        | Adil Jelloul            | Mouhssine Lahsaïn          |                              |                                     |
| Mauritius                      | Thomas Desvaux          | Yannick Lincoln            |                              |                                     |
| Nordmazedonien                 | Stefan Petrovski        | Boban Andevski             | Dragana Zafirovska           | Dragana Zafirovska                  |
| Mexiko                         | Francisco Matamoros     | Bernardo Colex junior      | Dulce Pliego                 | Verónica Leal                       |
| Moldau                         | Aleksandr Pliușkin      | Sergiu Cioban              |                              |                                     |
| Mongolei                       | Altandsulyn Altansüch   | Basanchüügiin Mjagmarsüren |                              |                                     |
| Mosambik                       | Miguel Teixeira         | Kinha Fonseca              |                              |                                     |
| Namibia                        | Lotto Petrus            | Lotto Petrus               |                              |                                     |
| Neuseeland                     | Hayden Roulston         | Westley Gough              | Catherine Cheatley           | Sonia Waddell                       |
| Nicaragua                      | Jorge Marcenaro         |                            |                              |                                     |
| Niederlande                    | Pim Ligthart            | Stef Clement               | Marianne Vos                 | Marianne Vos                        |
| Norwegen                       | Alexander Kristoff      | Edvald Boasson Hagen       | Fröydis Waerstad             | Camilla Hott                        |
| Österreich                     | Matthias Krizek         | Andreas Hofer              | Andrea Graus                 | Doris Posch                         |
| Pakistan                       | Ahat Abdul              | Ali Muhammad Sabir         |                              |                                     |
| Panama                         | Nicolás Tenorio         | Ramón Carretero            |                              |                                     |
| Peru                           | Jesús Nakada            | Eduardo Schiantarelli      | Samantha Molina              | Melina Vieyra                       |
| Polen                          | Tomasz Marczyński       | Tomasz Marczyński          | Anna Szafraniec              | Maja Włoszczowska                   |
| Portugal                       | João Cabreira           | Nélson Oliveira            | Celina Carpinteiro           | Isabel Caetano                      |
| Puerto Rico                    | Efren Ortega            | Efren Ortega               | Maria del Mar Rivera         | Maria del Mar Rivera                |
| Republik Kongo                 | Jean-Pierre Wimana      | Jean-Pierre Wimana         |                              |                                     |
| Ruanda                         | Adrien Niyonshuti       |                            |                              |                                     |
| Rumänien                       | Andrei Nechita          | Andrei Nechita             |                              |                                     |
| Russland                       | Pawel Brutt             | Michail Ignatjew           |                              |                                     |
| St. Kitts und Nevis            | Reggie Douglas          | James Weekes               |                              |                                     |
| Schweden                       | Philip Lindau           | Gustav Larsson             | Emma Johansson               | Emilia Fahlin                       |
| Schweiz                        | Fabian Cancellara       | Martin Kohler              | Pascale Schnider             | Pascale Schnider                    |
| Serbien                        | Žolt Der                | Žolt Der                   |                              |                                     |
| Simbabwe                       | Bright Chapongo         | Dave Martin                | Linda Davidson               | Linda Davidson                      |
| Singapur                       | Lemuel Lee              | Darren Low                 |                              |                                     |
| Slowakei                       | Peter Sagan             | Pavol Polievka             |                              | Janka Števková                      |
| Slowenien                      | Grega Bole              | Janez Brajkovič            |                              |                                     |
| Spanien                        | José Joaquín Rojas Gil  | Luis León Sánchez          | Rosa María Bravo             | Eneritz Iturriaga Echevarria Mazaga |
| St. Lucia                      | Kurt Maraj              | Kirk Maraj                 |                              |                                     |
| St. Vincent und die Grenadinen | Deptor Culzac           |                            |                              |                                     |
| Südafrika                      | Darren Lill             | Daryl Impey                | Marissa van der Merwe        | Cherise Taylor                      |
| Südkorea                       | Sun Jae Jang            | Hyeong Min Choe            |                              |                                     |
| Suriname                       | Murwin Arumjo           | Ruiz Ceder                 |                              |                                     |
| Thailand                       | Seree Ruangsiri         |                            | Panawaraporn Boonsawat       |                                     |
| Trinidad und Tobago            | Emile Abraham           | Kevin Tinto                |                              |                                     |
| Tschechien                     | Petr Benčík             | Jiří Hudeček               |                              | Martina Sáblíková                   |
| Tunesien                       | Ahmed Ben Maatoug       | Riadh Gdhamsi              |                              |                                     |
| Türkei                         | Kemal Küçükbay          | Mert Mutlu                 |                              |                                     |
| Ukraine                        | Oleksandr Kwatschuk     | Oleksandr Kwatschuk        | Tetjana Rjabtschenko         | Hanna Solowej                       |
| Ungarn                         | Rida Cador              | Gábor Fejes                | Anita Rita Kenyo             | Krisztina Fáy                       |
| Usbekistan                     | Sergey Lagutin          | Murodjon Xolmurodov        |                              |                                     |
| Venezuela                      | Miguel Ubeto            | José Chacón                | Angie González               | Danielys García                     |
| Vereinigte Arabische Emirate   | Hammad Badr             | Yousef Mirza Bani Hammad   |                              |                                     |
| Vereinigte Staaten             | Matthew Busche          | David Zabriskie            | Robin Farina                 | Evelyn Stevens                      |
| Vietnam                        | Huynh Van An Ho         | Minh Thuy Bui              |                              |                                     |
| Belarus                        | Aljaksandr Kuschynski   | Kanstanzin Siuzou          | Alena Amjaljussik            | Alena Amjaljussik                   |
| Zypern                         | Marios Athanasiadis     | Vassilis Adamou            |                              |                                     |